# Le Présent éternel
Le Présent éternel (titre original : The Present Eternal) est une nouvelle de science-fiction écrite par Barry N. Malzberg et publiée en 1989 dans l'anthologie Les Fils de Fondation présentée par Martin H. Greenberg.

## Caractéristiques et influence
Cette nouvelle, qui fait partie de l'anthologie Les Fils de Fondation présentée par Martin H. Greenberg, a la particularité d'être absconse et difficilement résumable.
La nouvelle fait implicitement référence à la nouvelle Les Cendres du passé, écrite par Asimov en 1956.

## Résumé
Dans la suite de la nouvelle d'Asimov, l'auteur évoque, sous l'angle de vue de divers personnages, un monde où les humains sont entrés en décadence et en voie de disparition en raison de l'usage immodéré d'un engin appelé chronoscope.